# Elek
Elek (rumunsky Aletea, ukrajinsky Елек, Elek) je město v jihovýchodním Maďarsku v župě Békés, spadající pod okres Gyula, těsně u rumunských hranic. Nachází se asi 17 km jihovýchodně od Békéscsaby. V roce 2015 zde žilo 4 787 obyvatel. Podle statistik z roku 2011 zde byli 81,9 % Maďaři, 8 % Romové, 5,5 % Rumuni, 4,2 % Němci a 1,1 % Slováci.
Nejbližšími městy jsou Gyula, Medgyesegyháza a rumunský Chișineu-Criș. Blízko jsou též obce Dombiratos, Kétegyháza, Kevermes, Lőkösháza, Nagykamarás a rumunské Grăniceri. Nachází se zde hraniční přejezd Elek-Grăniceri.